# 강신재
강신재(康信哉, 1924년 5월 8일~2001년 5월 12일)는 대한민국의 소설가이다. 본관은 신천이다.
경성부 출생으로 1932년 함경북도 청진의 천마소학교에 입학하였다. 그 후 부친이 사망하자 1938년에 서울로 옮겨와서 덕수소학교를 졸업하였다. 1943년 경기여자고등학교를 거쳐 1944년 이화여자전문학교 가사과를 2학년 때 중퇴하였다.1949년 김동리의 추천으로 《정순이》,《얼굴》이 문예에 발표되면서 등단하였다. 그 뒤에 꾸준한 창작 활동으로 많은 작품을 발표했다.
초기작품에는 감각적이고 회화적인 수법이 특징이며 이후의 작품에는 사회적 현실을 사실적으로 묘사하는 수법이 특징이다. 대표작으로는 장편 《임진강의 민들레》 《파도》 《오늘과 내일》, 단편집 《젊은 느티나무》 《여정》, 수필집 《모래성》 등이 있다.
2001년 5월 12일 서울대병원에서 향년 78세로 숙환으로 사망하였다.

## 학력
- 함경북도 청진시 천마보통학교 수료
- 경성 덕수보통학교 졸업
- 경성여자고등보통학교 졸업
- 이화여자전문학교 중퇴

## 작품집
- 1959년  「여정」 중앙문화사
- 1972년  「젊은 느티나무」 대문출판사
- 1976년  「황량한 날의 동화」 삼중당
- 1960년  「청춘의 불문율」 여원사
- 1962년  「임진강의 민들레」 을유문화사
- 1964년  「이 찬란한 슬픔을」 신태양사
- 1965년  「그대의 찬손」 신태양사
- 1966년  「오늘과 내일」 을유문화사
- 1967년  「신설」 대문출판사
- 1969년  「숲에는 그대 향기」 대문출판사
- 1970년  「유리의 덫」 삼성출판사
- 1972년  「파도」 대문출판사
- 1974년  강신재대표작전집 8귄 삼익출판사
- 1975년  「레이디 서울」 선일문화사
- 1976년  「서울의 지붕밑」 문리사
- 1977년  「그래도 할말이」 서음출판사
- 1977년  「마음은 집시」 태창문화사
- 1977년  「밤의 무지개」 청조사
- 1978년  「천추태후」 동화출판사
- 1978년  「불타는 구름」2권 지소림
- 1978년  「우연의 자리」 명서원
- 1979년  「모험의 집」 범조사
- 1981년  「사도세자빈」3권 행림출판사
- 1986년  「사랑의 묘약」2권 중앙일보사
- 1987년  「신사임당,문정왕후 아수라」 한벗
- 1989년  「간신의 처」 문학세계사
- 1991년  「명성황후」3권 세명서관
- 1994년  「광해의 날들」 창공사
- 1966년  「사랑의 아픔과 진실」 중앙문화사
- 1974년  「모래성」 서문당
- 1976년  「거리에서 내마음에서」 평민사
- 1986년  「무엇이 사랑의 불을 지피는가」 나무사

## 상훈과 추모
- 1959년 한국문인협회상 수상
- 1967년 여류문학상 수상